# Kloster Hagenbusch
Das Kloster Hagenbusch war eine Benediktinerinnen-Abtei in Xanten.

## Geschichte
Die Gründung des Klosters unweit südwestlich des Stadtkerns im heutigen Ortsteil Hochbruch lässt sich nicht genau datieren, da es sich jedoch um eine Stiftung des 1144 verstorbenen Abtes Volmar gehandelt hatte, wird diese zwischen 1140 und 1144 angenommen. 1156 genehmigte der Kölner Erzbischof Arnold I. die Überschreibung des Klosters sowie mehrerer Grundstücke in Xanten und Beek. Im November 1263 verzichteten die Ordensangehörigen auf Naturalien, die die Benediktinerinnen des nahen Klosters Fürstenberg diesen jährlich bereitzustellen hatten, und ließen sich stattdessen finanziell entschädigen. Daraufhin erwarb das Kloster Hagenbusch weitere Besitzungen in Xanten, Birten, Lüttingen, Sonsbeck und Wardt. 
Dass es sich trotz des Grundbesitzes nicht um ein wohlhabendes Kloster handelte, lässt sich daran erahnen, dass im Jahre 1370 eine außerordentliche Abgabe an den Papst nicht entrichtet werden konnte; in der Folge verschuldete sich das Kloster um einer Beschlagnahmung der Besitzungen zu entgehen. Die Renovierung der mittlerweile baufällig gewordenen Abteikirche konnte daraufhin nur mit finanzieller Hilfe der Zisterzienserinnen des Klosters Fürstenberg sowie weiteren Verschuldungen realisiert werden. 
Als die das Kloster umgebende Bruchlandschaft durch Maßnahmen der Stadt eingeebnet und zu Ackerland umfunktioniert werden sollte, kam es mehrfach zu Konflikten mit den Ordensangehörigen. So wurde dem Kloster am 22. Januar 1407 ein Nutzungsrecht der zwischen dem Kloster und der Stadt angelegten Äcker eingeräumt, im Gegenzug erhielt die Stadt ein Vorkaufsrecht auf die vom Kloster genutzten Ländereien; am 6. Mai 1432 erhielten die Ordensangehörigen auch für die westlich des Klosters gelegenen Äcker Nutzungsrechte. 
Die weitere Verarmung des Klosters, der Verfall der Klostergebäude sowie die nicht in Klausur lebenden Ordensangehörigen begründen die Schließung des Klosters im Jahr 1465, jedoch stellte es Abt Adam Meyer den Benediktinerinnen frei im Kloster zu verbleiben oder das Kloster endgültig zu verlassen. Bei der anschließenden Neubegründung durch dorthin berufene Benediktinerinnen lässt sich nicht nachweisen, ob auch bereits dort wohnende Schwestern dort verblieben.
1473 bekam die Abtei die Erlaubnis seine Besitzungen mit einer Mauer zu umgeben und somit eine Interessengrenze zwischen den Benediktinerinnen und der Stadt festzulegen. Bereits 10 Jahre später, 1483, kam es jedoch zu erneuten Streitigkeiten, nachdem die Stadt Ackerland in der Umgebung des Klosters verpachtet hatte. Daraufhin ließ sich das Kloster das Versprechen geben, dass ohne dessen Einwilligung keine weiteren Ländereien veräußert sowie die bereits bestehenden Pachtverträge nicht verlängert werden sollten. Zu Beginn des 16. Jahrhunderts verarmte das Kloster erneut, so dass die Ordensangehörigen es zeitweise aufgaben und im Agnetenkloster Xanten, welches sie sich mit den Zisterzienserinnen des Klosters Fürstenberg teilten, Unterkunft fanden. 
1802 wurde das Kloster im Zuge der Säkularisation unter Napoléon Bonaparte aufgehoben und die Klostergebäude in weiten Teilen abgerissen. Bei einem Brand im Jahr 1926 wurden auch die letzten Überreste des Klosters Hagenbusch zerstört.